# هونن
هونن (به ژاپنی: 法然 ほうねん) (۲۹ فوریه ۱۲۱۲ / ۱۳ مه، ۱۱۳۳) راهب بودایی ژاپنی بود که در سال ۱۱۷۵ فرقه جودو را تأسیس کرد.